# Bad Reputation (piosenka)
„Bad Reputation” – debiutancki singel rockowej wokalistki i gitarzystki Joan Jett, wydany w 1981 roku.
W 2009 roku piosenka znalazła się na 29. miejscu listy najlepszych stu rockowych piosenek wszech czasów według telewizji VH1. Jest to najwyżej oceniona piosenka w wykonaniu kobiety na tej liście.
Wideoklip do singla, wyreżyserowany przez Davida Malleta, był reakcją na odrzucenie pierwszego solowego albumu Jett przez dwadzieścia trzy wytwórnie muzyczne. W klipie ukazano nagły wzrost popularności wokalistki po wydaniu singla „I Love Rock ’n’ Roll”. Kenny Laguna, współzałożyciel Blackheart Records i menadżer Jett, został nagrany w teledysku jako reprezentant firmy Warner Brothers.